# 阿尔布雷希特·冯·华伦斯坦
阿尔布雷希特·文策尔·优西比乌斯·冯·华伦斯坦（德語：Albrecht Wenzel Eusebius von Wallenstein，1583年9月24日—1634年2月25日），是波希米亚军事家。在三十年战争中的丹麦阶段以及瑞典阶段，华伦斯坦带领神圣罗马帝国哈布斯堡王朝军队与新教聯軍作战。他亦成为三十年战争中的重要人物。

## 早年生涯
华伦斯坦出生在波希米亚的一个破落贵族家庭中。12岁时就失去了双亲。他的最初信仰是新教，但在1606年改宗天主教。此后不久华伦斯坦加入了哈布斯堡王朝的军队中。1609年与捷克一位富有的寡婦结婚，成为大地主。1618年参与镇压捷克起义。
华伦斯坦主张驱逐包括羅馬教廷在内的外国势力，结束诸侯割据的局面，建立以君主专制，并实现德意志统一。

## 三十年战争（丹麦阶段）
1625年信奉新教的丹麦王克里斯蒂安四世在英、法、荷三国的支持下与新教联盟共同向神圣罗马帝国皇帝发动进攻，很快便占领德意志的西北部。受命為大元帥的华伦斯坦带领他招募的军队率军北上，与巴伐利亚名将蒂利的军队配合，使丹麦节节败退，收复了神圣罗马帝国在德意志的疆域。1628年，他被封为梅克伦堡大公，后来又被封为北海与波罗的海大元帅，被誉为「王冠上的第三颗宝石」。华伦斯坦的野心勃勃引起了不少神圣罗马帝国贵族，甚至是皇帝的不满。1630年8月，神圣罗马帝国皇帝斐迪南二世解除了华伦斯坦的职务，华伦斯坦也回到了他的封地。

## 三十年战争（瑞典阶段）
瑞典国王古斯塔夫二世·阿道夫由于害怕神圣罗马帝国的势力会延伸到波罗的海沿岸，同时在法国的资助下出兵欧洲大陆，并且取得一连串战斗战役的胜利。神圣罗马帝国军的统帅蒂利伯爵亦在战斗中身亡。帝国皇帝不得不重新起用华伦斯坦，任命他为帝国军队统帅并全权负责一切谈判事务，复出的华伦斯坦权力更胜以往，拥有军权、政权与财权，皇帝与政府不得干涉。   
华伦斯坦统领的天主教帝国军队在纽伦堡附近与瑞典军队对峙，最后在双方阵营的饥饿与疾病困扰下，双方停止了对峙。华伦斯坦便带领队伍撤退，打算把大本营转移到莱比锡。这一转移的目的本是希望借助当时（1632年11月）开始入冬的恶劣天气拖垮瑞典军，但古斯塔夫二世·阿道夫并没有把军队停留在巴伐利亚，而是向华伦斯坦的部队进行追击。双方在吕岑附近展开了决战，结果是华伦斯坦兵败，但古斯塔夫二世也在该会战中战死。

## 被暗杀
吕岑之战过后，华伦斯坦被巴伐利亚公爵强力抨击，皇帝也一天天质疑他。之后，华伦斯坦与瑞典进行秘密谈判，希望和解并使外国军队撤军，但被皇帝视为通敌。1634年1月，皇帝决定解除华伦斯坦的一切职务并收买华伦斯坦的軍官去执行密令暗殺他。2月25日，決定去投靠萨克森的华伦斯坦在海布被他的軍官謀殺。神聖羅馬帝國皇帝斐迪南二世雖並未直接下令謀殺華倫斯坦，但是他其後獎賞參與謀殺的軍官。

## 家庭
- 妻子：捷克富孀卢克丽霞·涅克索娃（ Lucretia of Víckov, née Nekšová, of Landek），1609年结婚。

## 有关艺术作品
德国剧作家席勒1799年创作了剧本《华伦斯坦三部曲》。捷克作曲家史麥塔納1859年创作了交响诗《华伦斯坦的营地》。

## 流行文化
以三十年戰爭為背景的日本漫畫《戰武傳奇》(編劇:真刈信二；作畫:Double S)在劇中華倫斯坦作為天主教聯軍統帥登場，與主角的新教聯軍陣營交戰。